# Danny Saber
Danny Saber (nacido en 1966) es un músico, ingeniero de audio, productor discográfico y remezclador de Los Ángeles, Estados Unidos. Fue miembro de Black Grape y Agent Provocateur. Toca la guitarra, bajo, órgano y los teclados, y también es conocido por sus presentaciones como DJ.
Ha trabajado en géneros como pop (Madonna, Seal), rock (David Bowie, U2, Michael Hutchence, The Rolling Stones), heavy metal (Ozzy Osbourne, Korn, Marilyn Manson), hip-hop (Busta Rhymes, Public Enemy, Jadakiss). Saber coprodujo el álbum Along Came a Spider de Alice Cooper, y tiene créditos como compositor en ocho de las once canciones del álbum. Ha creado música para películas como Blade II o Moulin Rouge!.
En 1999, Saber trabajó con Jack Dangers de Meat Beat Manifesto para formar un proyecto llamado Spontaneous Human Combustion. El proyecto fue inusual en el sentido de que fue uno de los primeros en hacer y lanzar música completamente en línea de forma gratuita sin la participación de un sello musical.
Saber fue jurado de la séptima edición de los Independent Music Awards para apoyar las carreras de los artistas independientes.

## Externos enlaces
- Danny Saber en Internet Movie Database (en inglés).
- Sitio web oficial  (en inglés)

- Datos: Q3015306